# Hondevilliers
Hondevilliers ist eine französische Gemeinde im Département Seine-et-Marne in der Île-de-France. Sie gehört zum Kanton Coulommiers (bis 2015 Kanton Rebais) im Arrondissement Provins.

## Nachbargemeinden
Die Gemeinde grenzt im Nordwesten an Bassevelle, im Nordosten an Nogent-l’Artaud, im Osten an Verdelot, im Südosten an Villeneuve-sur-Bellot und im Süden und im Südwesten an Sablonnières.

## Bevölkerungsentwicklung
| Jahr      | 1962 | 1968 | 1975 | 1982 | 1990 | 1999 | 2008 | 2013 |
| --------- | ---- | ---- | ---- | ---- | ---- | ---- | ---- | ---- |
| Einwohner | 165  | 142  | 120  | 176  | 185  | 215  | 240  | 248  |

## Sehenswürdigkeiten

Kirche Saint-Loup-Saint-Gilles

- Kirche Saint-Loup-Saint-Gilles